# Guy Chaumet
Pour les articles homonymes, voir Chaumet et Mariotte.
Guy Chaumet, alias Mariotte, alias Cissoide, est un haut fonctionnaire et un résistant français, Compagnon de la Libération, né le 12 janvier 1913 à Caen (Calvados), et mort le 19 avril 1980 à Farnham (Grande-Bretagne).

## Distinctions
- Officier de la Légion d'honneur[Quand ?]
- Compagnon de la Libération par décret du 19 octobre 1945[2]
- Commandeur de l'ordre national du Mérite
- Croix de guerre 1939–1945
- Médaille de la Résistance française avec rosette par décret du 24 avril 1946[3]
- Croix du combattant
- Croix du combattant volontaire de la Résistance
- Ordre du Service distingué (GB)
- Officier de l'ordre de Léopold II  (Belgique)
- Croix de guerre (Belgique)

## Hommages

### Voies ayant reçu son nom
- Allée Guy Chaumet à Caen (Calvados). — Voie ouverte au début des années 2000 dans une zone odonymique proche du mémorial pour la Paix, consacrée à la Seconde Guerre mondiale, la Résistance et la construction européenne. Elle fut inaugurée le 20 octobre 2006 par Brigitte Le Brethon, alors Député-Maire de Caen, et Pierre Messmer, ancien Premier ministre et chancelier de  l'Ordre de la Libération, avec les allées Claude Hettier de Boislambert et Philippe Livry-Level commémorant deux autres compagnons de la Libération, et s'ouvrant comme la première sur le cours des Français libres.

## Compléments